# Конвой № 2252 (жовтень 1943 року)
Конвой № 2252 (жовтень 1943) — японський конвой часів Другої світової війни, проведення якого відбувалось у жовтні 1943 року.
Конвой сформували в Рабаулі (головна база в архіпелазі Бісмарка, з якої японці провадили операції на Соломонових островах та сході Нової Гвінеї) для проведення гідроавіаносця «Кінугаса-Мару» (прибув сюди у вересні з Палау разом із конвоєм N-404) та транспорту «Окіцу-Мару». Ескорт забезпечував торпедний човен «Хійодорі».
25 жовтня конвой вийшов із Рабаула та попрямував до атола Трук (Чуук) на сході Каролінських островів (тут ще до війни створили потужну базу ВМФ, з якої до лютого 1944 року здійснювались операції в низці архіпелагів). Хоча проти цієї комунікації традиційно діяли американські підводні човни, проте конвой № 2252 пройшов без втрат і вранці 29 жовтня прибув до Труку.
Невдовзі, у грудні 1943 року, від Рабаула до Труку пройде ще один конвой з тим же позначенням № 2252.